# Георг Фрідріх фон Райхенбах
Георг Фрідріх фон Райхенбах (нім. Georg Friedrich von Reichenbach; 21 липня, 1771, Карлсруе — 21 травня, 1826) — німецький виробник інструментів, інженер, винахідник.

## Життєпис
Народився у мікрорайоні Дурлах німецького міста Карлсруе, нині Німеччина (тоді Священна Римська імперія). Батько Райхенбаха був майстром-механіком та токарем. Сім'я переїхала до Мангайма, коли Георгу було лише 2. 
У 14 років вступив до Військової школи у Мангаймі, де вивчав астрономію у Мангаймській обсерваторії. Він добре засвоїв математичну теорію інструментів, намагаючись конструювати перші примітивні прилади дома у батьковій майстерні. Директор обсерваторії подарував секстант роботи Райхенбаха Бенджаміну Томпсону.
У 19 років здобув грант у розмірі 500 гульденів для поїздки на навчання до Лондона, де навчався у таких відомих інженерів, як Джеймс Ватт та Метью Бультон. Перший візит до Лондона тривав з 1 липня 1791 року по січень 1792, коли він повернувся додому на деякий час, а потім знову поїхав до Лондона. Він робив креслення ідей та винаходів Ватта, переймав його секрети та навчався у англійських виробників інструментів.
Райхенбах повернувся додому у травні 1793 року, де зробив спробу удосконалити батькові майстерні у Мангаймі та Мюнхені.

## Виробництво інструментів
У 1796 він переїжджає до Мюнхена, де починає випускати свої відомі точні інструменти, включно з розділювальними механізмами (що використовувались для нанесення шкали на круглі вимірювальні частини теодолітів, секстантів тощо). Інколи виконував воєнні замовлення, наприклад, розробив механізм завантаження снарядів у ствол зброї, проте вони не були популярними.
У 1804, разом з Йозефом Лібгером та Йозефом Утсшнайдером заснував бізнес із виробництва інструментів у Мюнхені. Проте, все частіше він почав стикатися із технічними проблемами при виробництві приладів, і у 1809 році відкриває разом із Йозефом фон Фраунгофером оптичну майстерню у Бенедиктбоєрні, яку пізніше перевіз до Мюнхена у 1823 році.
В 1811 відмовляється від співпраці з армією, щоб посвятити свій час науковій роботі. 1814 року відійшов від двох своїх компаній і заснував новий оптичний бізнес, від якого знову відійшов у 1821 році, коли отримав технічну посаду у Баварському уряді. Помер 21 травня 1826 році. Похований на Старому південному цвинтарі Мюнхена.

## Меридіанний круг
Головним досягненням Райхенбаха було введення в обсерваторії меридіанного, або транзитного круга, який являв собою телескоп, що здатний наводитись на об'єкти суто у площині небесного меридіана. Щоправда, це уже було зроблено Оле Ремером приблизно у 1704 році, але дану ідею не використовував більше ніхто, окрім Едварда Траутона у 1806 році.
Транзитний круг у формі, яку винайшов Райхенбах, мав один дрібно поділений круг, що обертався навколо горизонтальної осі й був оснащений чотирма ноніусами на алідаді. Інструмент практично відразу набув популярності в континентальній Європі (перший був виготовлений для Фрідріха Вільгельма Бесселя у 1819 році), проте в Англії стінний круг і транзитний інструмент не були замінені ще протягом багатьох років.